# Јаси (Мађарска)
Јаси или Јази (мађ. Jászok) су етничка подгрупа Мађара, која живи у Мађарској. Источноиранског су порекла и потичу од народа Алана односно Осета, а у прошлости су говорили јашким дијалектом осетског језика. Данас говоре мађарски и сматрају себе Мађарима, мада су очували и свест о свом јашком пореклу.

## Географија
Јаси живе у регији Јасшаг (Јазигија), која се налази у северозападном делу жупаније Јас-Нађкун-Солнок. Културно и политичко средиште ове регије је град Јасберењ.

## Историја
Јаси су били номадско племе Алана пореклом са Кавказа, које се, након пропасти Краљевине Аланије, населило у Краљевини Угарској у 13. веку. Дошли су заједно са Куманима бежећи од Монгола и Татара. Примио их је угарски краљ Бела IV, надајући се да ће му они помоћи око одбране Угарске од Монгола. Међутим убрзо су се односи са Мађарима погоршали и већи део Кумана и Јаса је напустио тадашњу Угарску. После одласка Монгола из централних делова Европе, један део Јаса се вратио у Угарску и населио у данашњу Регију велике северне равнице, која обухвата и данашњу жупанију Јас-Нађкун-Солнок.
Током следећа два века Јаси су се потпуно асимиловали у мађарско становништво, језик им је ишчезао, а једино су сачували свест о јашком идентитету и регионалну аутономију, коју су имали све до 1876. године.

## Културно наслеђе
Јаси су се у почетку бавили сточарством, а са собом су у Угарску донели знања о сточарству, доста напредна за то доба.
Велики број насеља у централној Мађарској и данас носи назив по Јасима: Јасберењ (Jászberény), Јасароксалаш (Jászárokszállás), Јасфењсару (Jászfényszaru) и друга.